# Milan Hlobil
Milan Hlobil (19. listopadu 1922 – ???) byl český a československý politik Komunistické strany Československa a poúnorový poslanec Národního shromáždění ČSR.

## Biografie
Ve volbách roku 1954 byl zvolen do Národního shromáždění za KSČ ve volebním obvodu Vítkov. V parlamentu setrval až do konce funkčního období, tedy do voleb roku 1960.
K roku 1954 se profesně uvádí jako ředitel STS ve Vítkově. V roce 1962 se uvádí jako ředitel STS v obci Větřkovice u Vítkova, v roce 1963 byl zmiňován coby poslanec Krajského národního výboru. Do voleb v roce 1964, kdy byl zvolen opět poslancem KNV, šel coby ředitel závodu ČSAO ve Vítkově.